# Monumento a Felipe IV
El monumento a Felipe IV, o fuente de Felipe IV, es un conjunto escultórico ubicado en el centro de la plaza de Oriente, uno de los recintos de mayor interés histórico-artístico de la ciudad española de Madrid. Fue levantado a instancias de la reina Isabel II en la primera mitad del siglo xix, si bien su pieza más relevante, la estatua ecuestre del rey Felipe IV, data del siglo xvii. 
Esta se debe al escultor Pietro Tacca, quien la realizó en Italia utilizando un diseño de Diego Velázquez y con el asesoramiento científico de Galileo Galilei para asegurar su estabilidad. Contó también con la colaboración del escultor Juan Martínez Montañés, autor del busto del monarca que, al igual que el diseño de Velázquez, se envió de Madrid a Florencia. 
Se trata de una obra maestra de la escultura ecuestre, por su calidad y por estar considerada la primera escultura “en corveta”, es decir con las patas delanteras del caballo levantadas, sostenido sobre las traseras, y discretamente sobre su cola. El conjunto se completa con un pedestal, adornado con diferentes grupos escultóricos y dos fuentes realizados dentro del conjunto de las obras de urbanización de la plaza de Oriente. 
El monumento fue inaugurado oficialmente el 17 de noviembre de 1843, un año antes de que Narciso Pascual y Colomer diseñara el trazado definitivo de la plaza, cuyo contorno fue articulándose a lo largo de la segunda mitad del siglo xix.

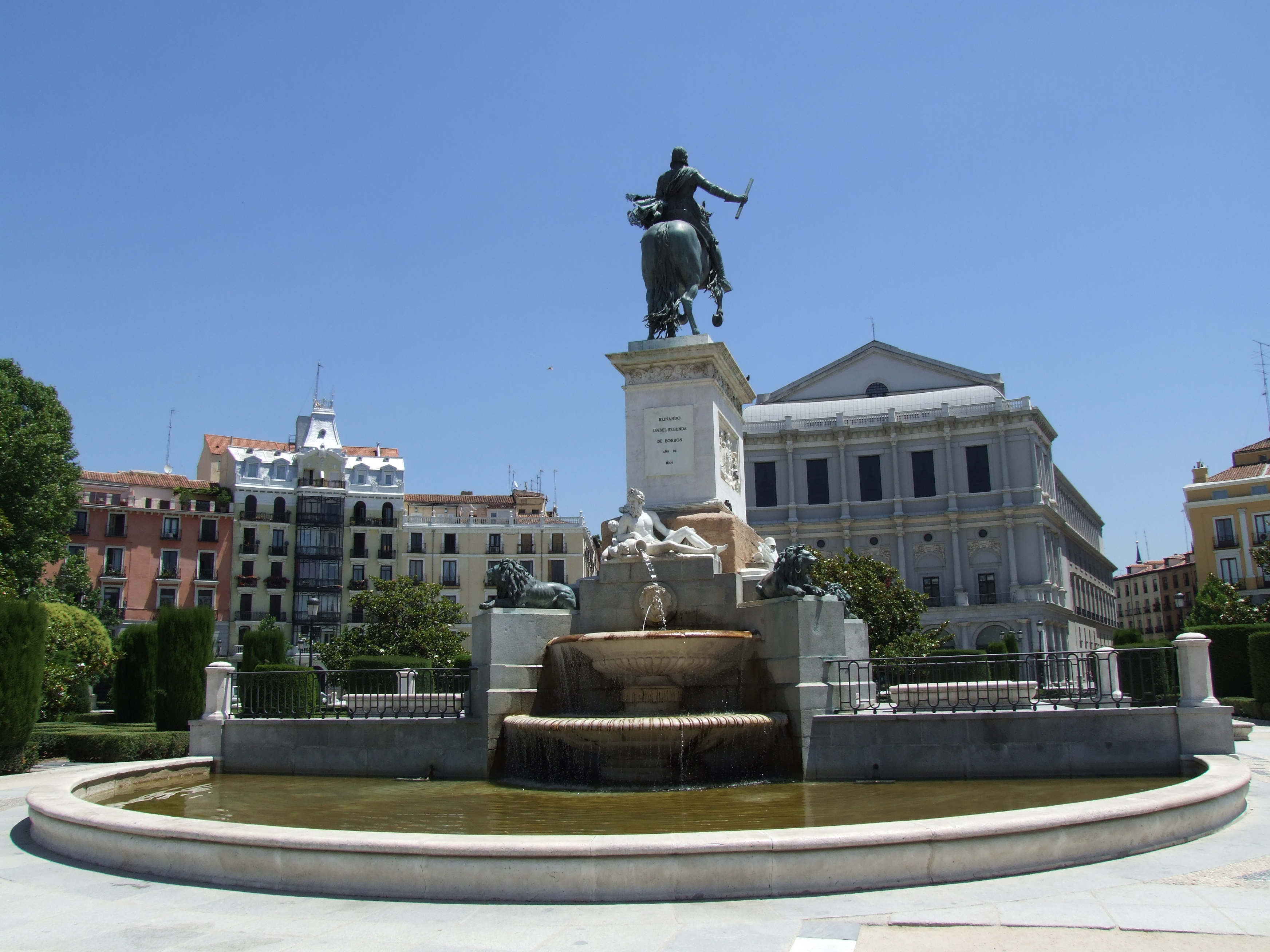
Lado occidental del monumento.

## Estatua ecuestre

### Historia

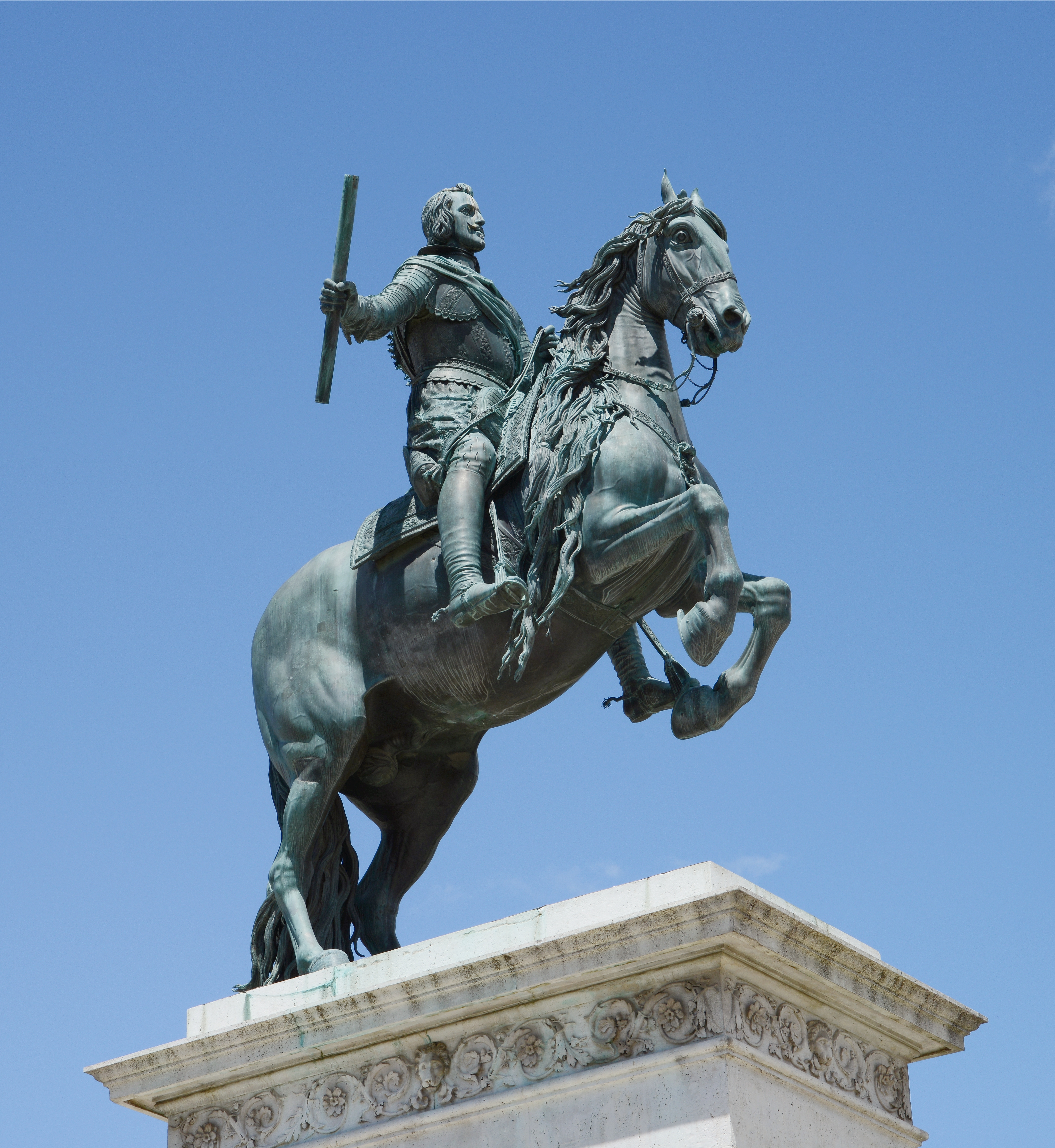
Estatua de Felipe IV, desde su lado sur. La obra consigue su equilibrio gracias a los cálculos realizados por Galileo Galilei.

La estatua de Felipe IV responde a una iniciativa del propio monarca, quien quiso contar con una escultura ecuestre similar a la que ahora preside la Plaza Mayor de Madrid, erigida en honor de su padre, el rey Felipe III, y realizada en bronce por Juan de Bolonia y el mismo Pietro Tacca.
Felipe IV manifestó su deseo de que la obra que le retratase superara en calidad artística e impacto visual a la de su padre. Capricho que fue convenientemente interpretado por su valido, el conde duque de Olivares, dando la orden expresa de que al monarca se le representara montado sobre un caballo encabritado y andando “en corveta”, modelo hasta entonces desconocido en escultura, debido a su dificultad técnica.
La obra fue encargada al escultor italiano Pietro Tacca, al que le hicieron llegar a Italia dos bocetos pintados por Velázquez, uno con el rey a caballo y otro de medio cuerpo. El primero de ellos podría ser la versión reducida del Felipe IV a caballo (Museo del Prado) que cuelga en el Palacio Pitti de Florencia. Tacca trabajó seis años en la escultura, desde 1634 hasta 1640. Dos años después fue trasladada a Madrid desde los talleres del artista en Florencia, donde la estatua fue fundida en bronce. 
Según la tradición, el escultor italiano contó con el asesoramiento físico-matemático de Galileo Galilei (1564-1642), quien le sugirió que, para lograr que el caballo se sujetase solamente sobre dos patas, hiciera maciza la parte trasera de la escultura y hueca la delantera. Esta solución, pionera en el mundo del arte, impuso un nuevo modelo estatuario que ha estado vigente durante los siglos xvii y xviii.
Otro de los artistas que trabajaron en el proyecto fue el escultor Juan Martínez Montañés, quien aceptó el encargo de Velázquez de modelar una cabeza del rey, para que Tacca tuviera una referencia en relieve de los rasgos faciales de Felipe IV. Su trabajo en el citado busto quedó reflejado en un retrato que Velázquez le realizó entre junio de 1635 y enero de 1636; en este cuadro, Martínez Montañés posa junto a una cabeza del rey apenas esbozada (Museo del Prado).
Cuando Tacca envió a España el primer modelo en barro de la estatua para su aprobación por el monarca, este no dio su visto bueno a la cabeza, pues no encontraba parecido con su rostro. Esta finalmente fue realizada por Ferdinando Tacca, hijo del escultor italiano, lo que puede explicar su menor calidad con respecto al resto de la obra.

### Ubicaciones

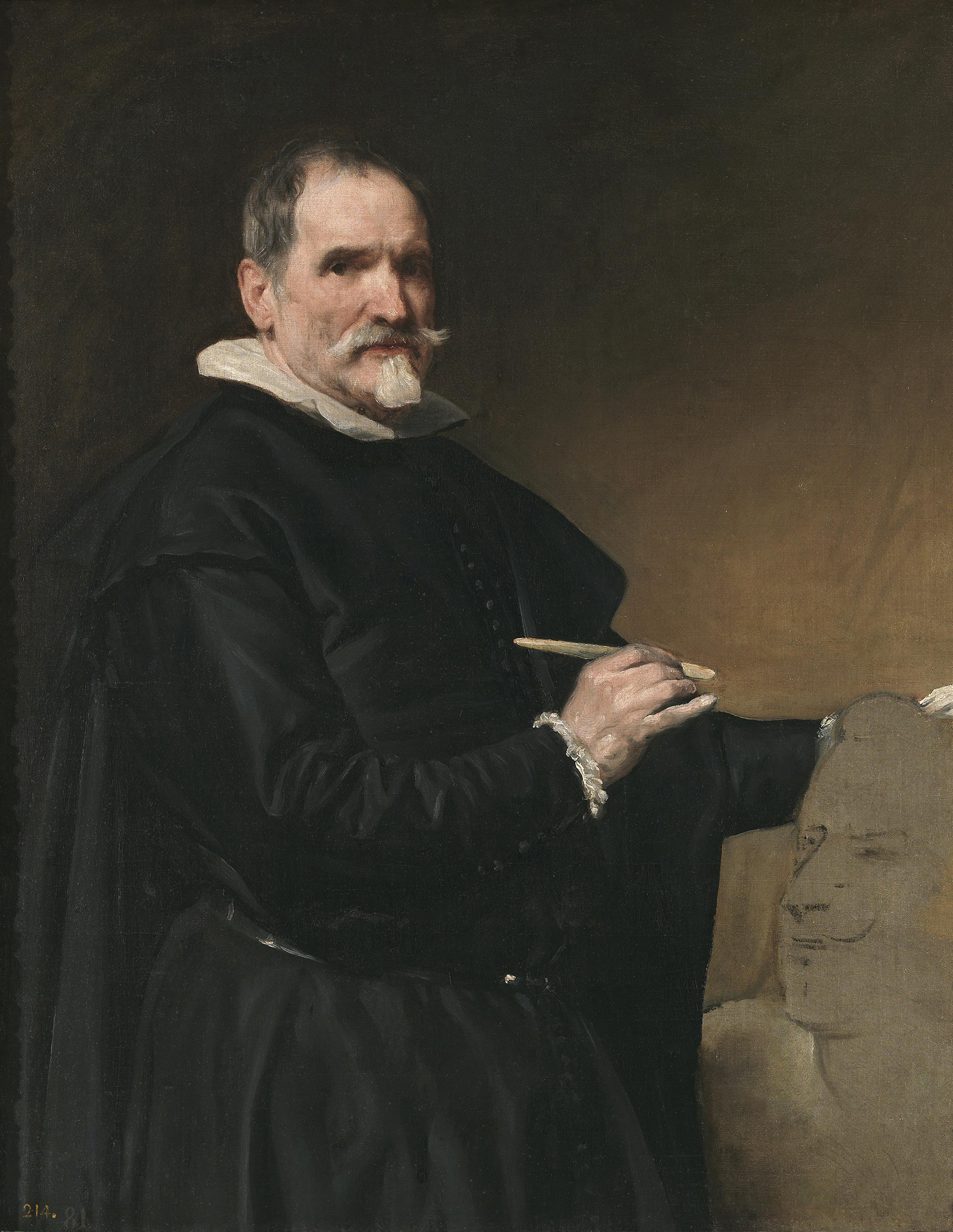
Velázquez retrató al escultor Juan Martínez Montañés trabajando en el busto de Felipe IV. La pintura fue realizada entre los años 1635 y 1636.

En su emplazamiento actual, la estatua queda mirando hacia el Este, es decir, hacia el Teatro Real, uno de los edificios que preside la Plaza de Oriente. 
Inicialmente estuvo situada en el Jardín de la Reina, uno de los patios del desaparecido Palacio del Buen Retiro, donde era conocida como el caballo de bronce. Posteriormente, fue trasladada al frontispicio o cornisa del Real Alcázar de Madrid, edificio que sería pasto de las llamas en 1734. 
Durante el gobierno de Juan José de Austria, la estatua fue apeada de lo alto del Alcázar y nuevamente colocada en su ubicación original, a partir de una orden dada en el año 1677. En este traslado, se aprovechó la circunstancia para burlarse del valido, muy impopular en tiempos de peste, hambre y carestía. El sábado 9 de abril del citado año se fijó un pasquín en la Casa de la Panadería de la Plaza Mayor (por entonces, el principal mercado y repeso de la ciudad), en el que se decía lo siguiente:

¿A qué vino el Sr. D. Juan?

A bajar el caballo y subir el Pan.
 
Pan y carne a quince y once,
 
Como fue el año pasado;
 
Con que nada se ha bajado
 
Sino el caballo de bronce.

El caballo de bronce permaneció en el Palacio del Buen Retiro hasta 1843, cuando nuevamente fue trasladado, esta vez a su enclave definitivo, en el punto central de la plaza de Oriente, durante las obras de construcción de este recinto.

## Pedestal y fuentes

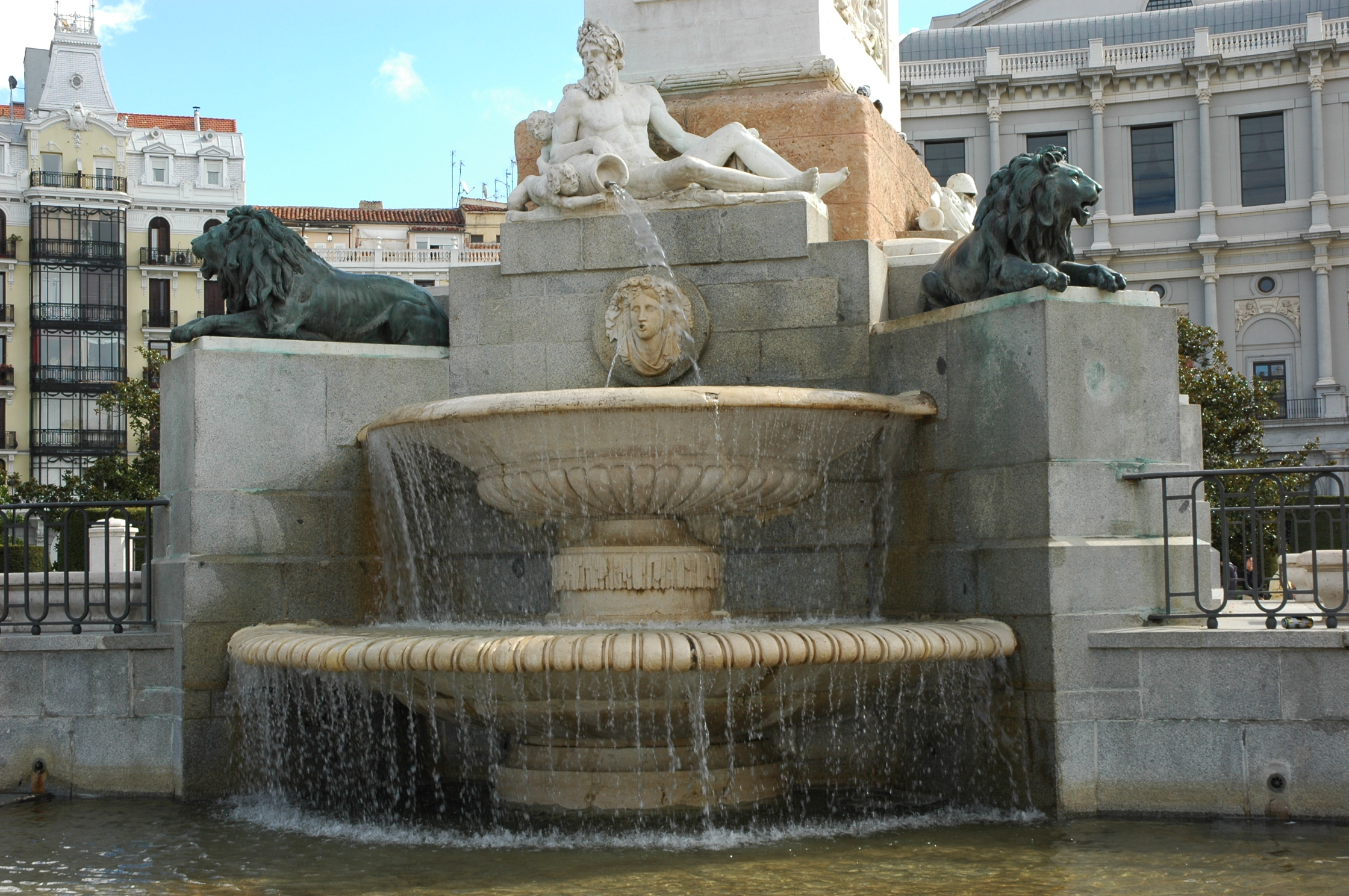
Figura de la fuente que simboliza al río Manzanares, en la cara oeste del monumento.

La estatua ecuestre de Felipe IV se eleva sobre un soporte monumental, que consta de un alto pedestal y de una base sobre la que aparecen diversos grupos escultóricos y dos fuentes. Se debe a los escultores de cámara Francisco Elías Vallejo y José Tomás, quienes finalizaron el conjunto en el año 1843.
El alto pedestal es de planta rectangular. En sus lados septentrional y meridional integra dos bajorrelieves, realizados por Tomás. Uno de ellos representa al monarca imponiendo a Velázquez el hábito de la Orden de Santiago y el otro es una alegoría de la protección otorgada por el rey a las artes y letras. 
En las caras oriental y occidental se sitúan dos lápidas con inscripciones alusivas a la inauguración del monumento, promovido por la reina Isabel II. 
La base, hecha en piedra de granito, está custodiada por cuatro leones de bronce, ubicados en posición de descanso en cada esquina. Un bloque rectangular, dispuesto oblicuamente en relación con el pedestal, les sirve de asiento. Las figuras fueron fundidas por Elías Vallejo.

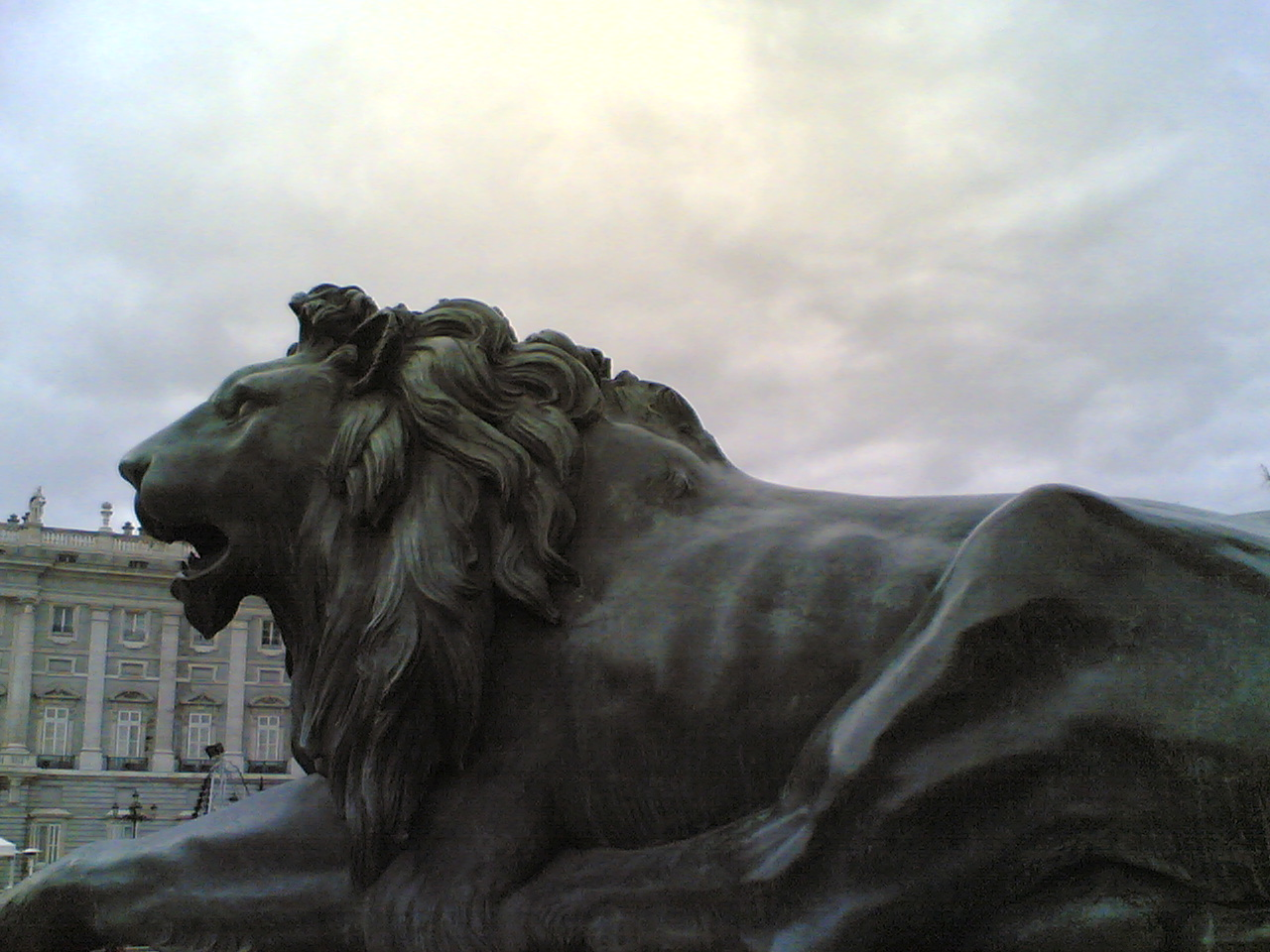
Uno de los cuatro leones de bronce que custodian la base.

En el lado este de la base, frente al Teatro Real de Madrid, se emplaza la escultura de un anciano, igualmente realizada por este último escultor, que simboliza al río Jarama. Bajo la misma hay colocada una fuente, conformada por dos pilas en forma de concha, cuyas aguas se depositan en un pilón semicircular.
Este esquema se repite en la cara oeste del monumento, enfrentada al Palacio Real, en referencia al Manzanares. El anciano que representa a este río aparece apoyado sobre una vasija, de la que brota un surtidor, que arroja agua a las conchas y estas al pilón.